# Амара Синха
Амара Синха (по другим источникам Амара Дэва) — известный санскритский грамматик и поэт.
О его жизни известно очень мало. Амара Синха был одним из наваратны («девяти драгоценных камней») в окружении Чандрагупты II Викрамадитьи, императора Гупты, который правил на рубеже IV и V веков.
Амара был буддистом или джайнистом, и ранняя традиция утверждает, что его произведения, за исключением одного, были уничтожены брахманами в V веке. Исключением является знаменитый «Амара-коша» (Сокровищница Амары) — санскритский тезаурус в трёх книгах, содержащий 10 тысяч слов и оформленный в стихах.